# إقليم غابو
لإقلين غابو (بالبرتغالية: Gabu‏) هي أقليم في غينيا بيساو، تقع في East, Guinea-Bissau ‏، بلغ عدد سكانها 214,520 نسمة وذلك حسب إحصائيات سنة 2009، عاصمتها Gabú (town) ‏، تبلغ مساحتها 9,150.0 كيلومتر مربع.

## الموقع

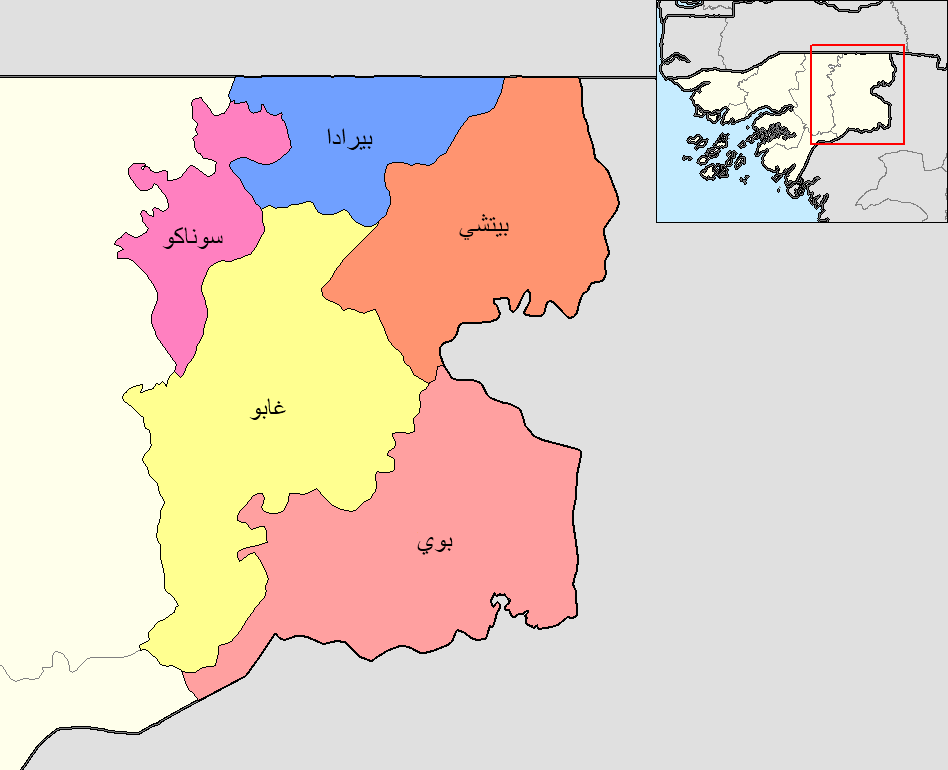
خريطة قطاعات منطقة غابو في غينيا بيساو.

تشترك في الحدود مع:
- إقليم تومبالي
- إقليم بافاتا.